# (3232) Брест
(3232) Брест (лат. Brest) — астероид главного пояса, который был открыт 19 сентября 1974 года советской женщиной-астрономом Людмилой Ивановной Черных в Крымской астрофизической обсерватории и назван в честь Брестской крепости и её защитников.

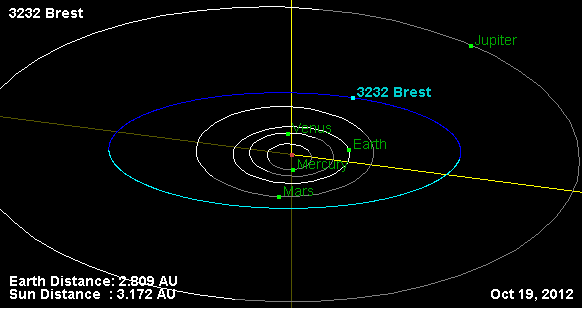
Орбита астероида Брест и его положение в Солнечной системе